# Viação Nacional

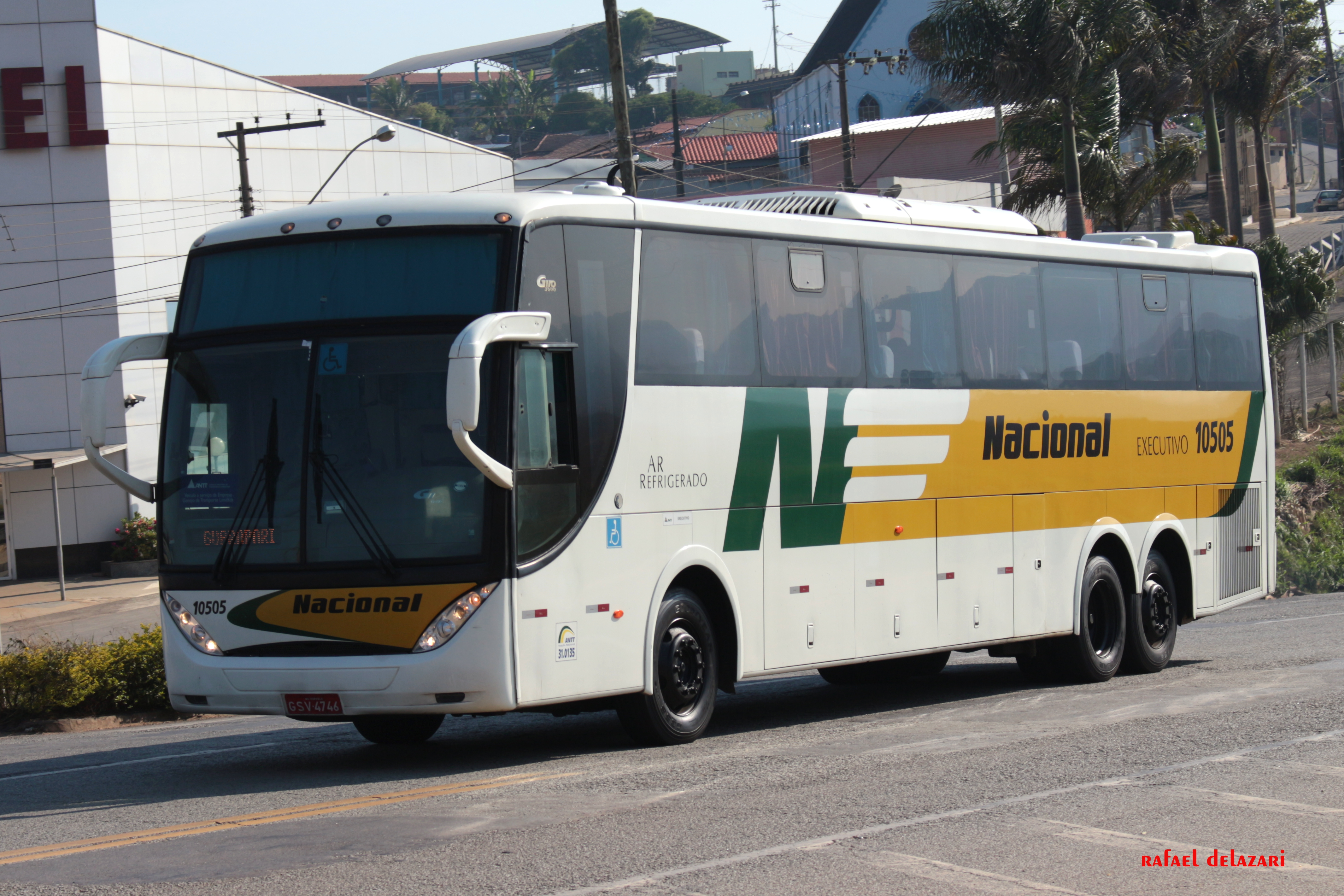
Caio Giro 3600 da Nacional fotografado na BR-381, próximo à Nova União.

A Viação Nacional é uma empresa de transporte rodoviário de passageiros do Brasil.
Está sediada na cidade de Contagem, no estado de Minas Gerais. Faz parte do Grupo Gontijo, que engloba a Empresa Gontijo de Transportes, a Viação São Cristóvão, Viação Continental e até 2015, a Cia. São Geraldo de Viação. A empresa opera ônibus que fazem a ligação entre São Paulo e alguns estados do Nordeste.